# Gino Rossi (attore)
Gino Rossi (fl. XX secolo) è stato un attore e direttore di produzione italiano.

## Biografia
Come attore cinematografico, Gino Rossi è ricordato per aver interpretato la figura del detective Carloni nella pellicola Cronaca di un amore del 1950, primo film diretto dal regista Michelangelo Antonioni e, riconosciuto come uno dei 100 film italiani da salvare.
In questa pellicola, come in altre, fu anche Direttore di produzione, attività iniziata nei primi anni quaranta e, terminata nella prima parte degli anni settanta.

## Filmografia parziale

### Attore
- Senza famiglia, regia di Giorgio Ferroni (1944)
- Ritorno al nido, regia di Giorgio Ferroni (1946)
- Cronaca di un amore, regia di Michelangelo Antonioni (1950)
- Le due verità, regia di Antonio Leonviola (1951)
- La signora senza camelie,regia di Michelangelo Antonioni (1953)
- L'incantevole nemica, regia di Claudio Gora (1953)
- Noi cannibali, regia di Antonio Leonviola (1953)

### Direttore di produzione
- Mater dolorosa, regia di Giacomo Gentilomo (1943)
- Cronaca di un amore, regia di Michelangelo Antonioni (1950)
- Le due verità, regia di Antonio Leonviola (1951)
- Noi cannibali, regia di Antonio Leonviola (1953)
- Giove in doppiopetto, regia di Daniele D'Anza (1954)
- A sud niente di nuovo, regia di Giorgio Simonelli (1957)
- Un branco di vigliacchi, regia di Fabrizio Taglioni (1962)
- ...e la donna creò l'uomo, regia di Camillo Mastrocinque (1964)
- Execution, regia di Domenico Paolella (1968)
- Yellow - Le cugine, regia di Gianfranco Baldanello (1969)
- I cannoni tuonano ancora, regia di Sergio Colasanti e Joseph Lerner (1969)